# Thomas Hill (acteur)
Thomas Hill (Landour, 2 juni 1927 - Bloomington (Indiana), 20 april 2009) was een Amerikaanse acteur actief van 1965 tot 1993 in meerdere langspeelfilms en televisieseries. 

## Filmografie
- The Slender Thread (1965)
- McCabe & Mrs. Miller (1971)
- The Nude Bomb (1980)
- The Postman Always Rings Twice (1981)
- True Confessions (1981)
- Firefox (1982)
- Newhart (TV) (1982–90)
- V: The Final Battle (1984) (TV)
- The NeverEnding Story (1984)
- Black Widow (1987)
- The NeverEnding Story II: The Next Chapter, meneer Coreander (1990)